# 加門良
加門 良（かもん りょう、1955年8月21日 - ）は、新潟県出身の俳優、声優。劇団青年座所属。

## 来歴
新潟県立柏崎工業高等学校卒。青年座研究所第1期生卒業。1977年4月に劇団青年座に入団。
1978年4月から1979年3月まで、NHK『おかあさんといっしょ』の2代目たいそう「地球をどんどん」のたいそうのおにいさん（補佐）と、金曜日の外に飛び出した中継番組「てをつなごう」にもおにいさんとして出演していた。

## 人物
マクドナルドのマスコットキャラクター「ドナルド・マクドナルド」の演者・吹き替えを1982年から2002年までの約20年間に亘り、担当していた。
趣味はジョギング（体を動かす事）、野球、映画・音楽鑑賞。特技は自動車競技B級ライセンス（JAF公認）。

## 出演
太字はメインキャラクター。

### テレビドラマ
- 池中玄太80キロ パートI（1980年）
  - 池中玄太80キロ パートII（1981年）
  - 池中玄太80キロ ビッグスペシャル（1982年）
  - 池中玄太80キロ パートIII（1989年）
  - 池中玄太80キロ さよならスペシャル（1992年）
- 星雲仮面マシンマン 第33話「時限爆弾を抱く犬」（1984年） - ショットガン男 役
- ヤヌスの鏡（1985年）
- 月曜ドラマランド / ゲゲゲの鬼太郎（1985年）
- 電光超人グリッドマン 第20話「地球から色が消える?!」（1993年） - 翔大次郎 役
- はぐれ刑事純情派
  - 第6シリーズ（1993年） - 野口俊也 役
  - 第13シリーズ 第26話「ずぶ濡れの女!? 遅すぎた再会!」（2000年）
  - 第14シリーズ 第21話「愛の殺意! 安浦刑事にすがる女!?」（2001年）
  - 第16シリーズ 第4話「わが子を叱れない! 殺意の家族写真」（2003年） - 本間昭二 役
- コーチ（1996年）
- 踊る大捜査線 第8話「さらば愛しき刑事」（1997年） - 愛の父親 役
- 金曜エンタテイメント→金曜プレステージ
  - おばさんデカ 桜乙女の事件帖 第5作（1997年） - 藤田信太郎 役
  - ドクター小石の事件カルテ 第6作（2009年） - 大岩善三 役
  - 悪女たちのメス（2011年）
  - 潔癖クンの殺人ファイル 第1作（2014年） - 橘 役
  - 警察庁特別監察官 氷の女・氷室透子（2014年） - 江川雄介 役
  - 赤い霊柩車シリーズ 第36作（2016年） - 石原宗之助 役
- 月曜ドラマスペシャル→月曜ゴールデン
  - 万引きGメン・二階堂雪 第4作（1999年） - 新庄賢治 役
  - 追跡〜失踪人捜査官・石森新次郎（2008年）
  - 浅見光彦シリーズ 第26作（2008年） - 朱鷺喜一郎 役
  - 自治会長・糸井緋芽子社宅の事件簿 第9作（2009年） - 阿刀田賢作 役
  - 弁護士高見沢響子（2009年） - 高見沢健一郎 役
  - 新・示談交渉人 裏ファイル（2011年） - 小野医師 役
  - 警視庁心理捜査官・明日香（2011年 - ） - 柳原良輔 役
  - ヤメ判 新堂謙介 殺しの事件簿 第3作（2014年） - 永田修 役
- 火曜サスペンス劇場
  - 監察医・室生亜季子
    - 第30作（2001年） - 竹内刑事 役
    - 第31作（2002年） - 安田刑事 役

  - 地方記者・立花陽介 第19作（2002年） - 日比野晴義 役
- 土曜ワイド劇場
  - 牟田刑事官事件ファイル16（1992年） - 吉村史朗 役
  - 変装婦警の事件簿 第1作（2000年） - 菊村幸夫 役
  - 検事・朝日奈耀子 第8作（2009年） - 立石透 役
  - 棟居刑事シリーズ 第5作（2011年） - 国村医師 役
  - 再捜査刑事・片岡悠介 第4作（2012年） - 井上義男 役
  - 広域警察（ABC） - 殿山（天草漁師） 役
    - 第5作（2014年）
    - 第6作（2015年）

  - 西村京太郎トラベルミステリー 第65作（2016年） - 木島定良 役
  - 京都南署鑑識ファイル 第10作（2016年） - 篠崎隆一郎 役
- 科捜研の女（2000年） - 辻浦伸二 役
- ストレートニュース（2000年） - 手塚昌也 役
- 仮面ライダーシリーズ
  - 仮面ライダーアギト 第47話 - 第50話（2001年 - 2002年） - 倉本 役
  - 仮面ライダーフォーゼ 第7話「王・様・野・郎」、第8話「鉄・騎・連・携」（2011年） - 大文字高人 役
- 虹色定期便（2002年） - 津田はるみの父 役
- ウルトラシリーズ
  - ウルトラマンマックス 第15話「第三番惑星の奇跡」（2005年） - 医師 役
  - ウルトラマンメビウス（2006年） - クゼ・テツハル 役
    - 第1話「運命の出逢い」
    - 第14話「ひとつの道」
    - 第16話「宇宙の剣豪」
- 海猿 UMIZARU EVOLUTION 第11話「この手を離さない」（2005年）
- 相棒シリーズ
  - season6 第10話「寝台特急カシオペア殺人事件」（2008年） - 北海道警察・若松刑事 役
  - season11 第18話「BIRTHDAY」（2013年） - 8年前の鷲尾隼人の担当医 役
  - season14 第14話「ファンタスマゴリ」（2015年） - 警視庁捜査二課・高木利一 役
  - season20 第14話「 ディアボロス」（2021年） - 美術協会理事 役
- 刑事一代 平塚八兵衛の昭和事件史（2008年） - 市川記者 役
- 侍戦隊シンケンジャー 第1話「伊達姿五侍」（2009年） - 流ノ介の父 役
- 浅見光彦〜最終章〜（2009年） - 山名恵一 役
- 警視庁失踪課・高城賢吾（2010年）
- 夏の恋は虹色に輝く（2010年） - 正木プロデューサー 役
- コード・ブルー -ドクターヘリ緊急救命-（2010年） - 三島医師 役
- 外科医 須磨久善（2010年）
- LADY〜最後の犯罪プロファイル〜（2011年） - 臼井弁護士 役
- 全開ガール（2011年）
- Answer〜警視庁検証捜査官（2012年） - 花岡憲武 役
- レジデント〜5人の研修医（2012年） - 斉藤健介 役
- 大河ドラマ / 八重の桜（2013年）
- いつか陽のあたる場所で（2013年）
- サキ（2013年） - 新田正彦 役
- 水曜ミステリー9 / 湯けむりドクター華岡万里子の温泉事件簿 第7作（2013年） - 疋間 役
- 遺留捜査（2013年） - 長澤裕一 役
- 月曜名作劇場 / あんみつ検事の捜査ファイル 第1作（2016年） - 鳥越和人 役
- ソースさんの恋（2017年） - 白鳥院長 役
- 怪獣倶楽部〜空想特撮青春記〜（2017年） - ナレーション
- 日曜ワイド / 警視庁さがし物係（2018年） - 佐野弘明 役
- 刑事7人 第7シリーズ（2021年） - 浅倉譲 役
- 漂着者（2021年） - 立松哲治 役
- Get Ready! 第8話（2023年） - 理事 役
- ジャンヌの裁き 第3話（2024年） - 岡崎幸助 役

### テレビ番組
- マジカル頭脳パワー!! / マジカルミステリー劇場 「愛しているから」（1992年、NTV） - 松村良一 役
- 痛快TV スカッとジャパン～新ドラマ俳優が日頃のムカッとをぶっちゃけまくり3時間SP～（2017年4月3日、CX）

### 映画
- 劇場版 仮面ライダー剣 MISSING ACE（2004年） - 編集者 役[5]
- 容疑者 室井慎次（2005年）

### 舞台
- ヴェニスの商人
- からゆきさん（校長、西野医師）
- シーソー
- 地の乳房（小西）
- 妻と社長と九ちゃん（斎藤圭介）
- 名は五徳（石川政正）
- MOTHER（北原白秋）
- マリーアントワネット（メルシー大使）
- 無法松の一生（日影中尉）
- 横濱短篇ホテル（初老の男、コンシェルジュ）

### テレビアニメ
1987年
- 機甲戦記ドラグナー（グルテン）

1999年
- 週刊ストーリーランド（男）
- 名探偵コナン（1999年 - 2022年、金子、土田令二、上諏訪幹彦、村瀬直樹、稲垣喜久雄 / 山崎幸三、平沢基次郎）

2000年
- 激動!歴史を変える男たち〜アニメ静岡県史〜（坂本竜馬）

2003年
- 高橋留美子劇場（祭田）
- 凧になったお母さん（お父さん）
- 人間交差点（部長）
- プラネテス（2003年 - 2004年、ドルフ・アザリア）

2004年
- クレヨンしんちゃん（2004年 - 2008年、ヒロインの恋人、ホセ・メタボリック）
- 攻殻機動隊 STAND ALONE COMPLEX（大堂）

2006年
- エンジェル・ハート（マスター）

2009年
- ご姉弟物語（男性）

2012年
- 新世界より（新見）

### OVA
- 銀河英雄伝説（1991年、ゾンバルト）

### 吹き替え

#### 映画
- 監禁（スタン〈イアン・グレン〉）
- ザ・シークレット・サービス[1]
- ザ・リング2
- スパイダー/コレクター2 ※テレビ朝日版
- 対決[1]
- ヒトラー 〜最期の12日間〜（アルベルト・シュペーア軍需大臣〈ハイノ・フェルヒ〉）
- ライトニング・フォース[1]

#### ドラマ
- 私立探偵ハリー（1993年）[1]
- ER緊急救命室シーズン9 #8（2004年、オテンソン少尉〈ギャレット・マガート〉）
- ER緊急救命室シーズン10（2005年、デイブ・スペンサー〈スティーヴン・カルプ〉）
- ER緊急救命室シーズン12 #1（2007年、テディ・マーシュ〈コリー・ストール〉）
- デスパレートな妻たち4（2009年、アダム・メイフィア〈ネイサン・フィリオン〉）
- 名探偵ダウリング神父[1]

#### アニメ
- キム・ポッシブル（2003年、ジェームス・ティモシー・ポッシブル）

### CM
- 住友信託銀行
- SEIKO
- ダイワハウス
- 中外製薬
- デビアスダイアモンド
- 東京ディズニーランド
- ナショナル
- 日本コカ・コーラ
- P&GT
- マクドナルド（1982年 - 2002年、ドナルド・マクドナルドの演者・声[3]）